# Daniel Gard
Pour les articles homonymes, voir Gard (homonymie).
Daniel Gard, né le 28 janvier 1950 à Rozoy-sur-Serre (Aisne) et mort le 27 juin 2023 à Saint-Quentin,, est un homme politique français. Il a été député de la cinquième circonscription de l'Aisne au cours de la XIe et de la XIIe législature (2002-2007). Il faisait partie du groupe UMP. Il a été également Maire de Chavignon de 1989 à 2018. 

## Origines et vie familiale
Daniel Gard est né le 28 janvier 1950 à Rozoy-sur-Serre (Aisne). Il a un fils, Jean-Baptiste Gard, ingénieur informatique. 

## Mandats
- 20/03/1989 - 2018[4] : Maire de Chavignon (Aisne)
- 08/06/2002 - 18/06/2002 : Député (en remplacement de Renaud Dutreil, nommé au gouvernement)
- 19/07/2002 - 19/06/2007 : Député (en remplacement de Renaud Dutreil, nommé au gouvernement)